# HMS Kalmar (K23)
HMS Kalmar (K23) är en av svenska marinens korvetter av Göteborg-klass. Är systerfartyg till korvetterna HMS Göteborg (K21), HMS Gävle (K22) och HMS Sundsvall (K24). Fartyget sjösattes och namngavs den 1 november 1990 av landshövdingen i Kalmar län Eric Krönmark.
HMS Kalmar ligger sedan 2007 i malpåse avrustad tillsammans med HMS Göteborg i Karlskrona örlogsbas.